# Røverkulen

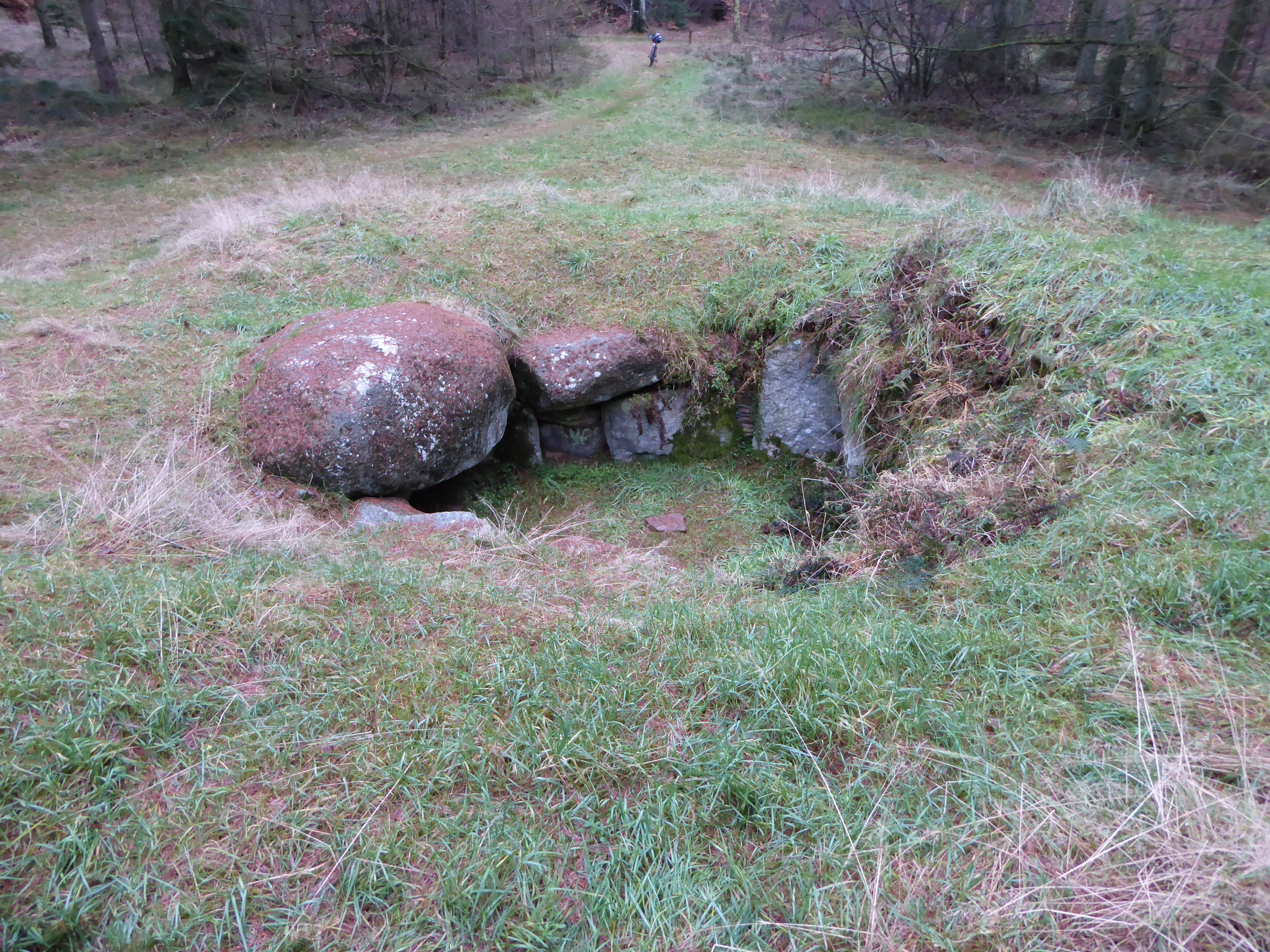
Røverkulen

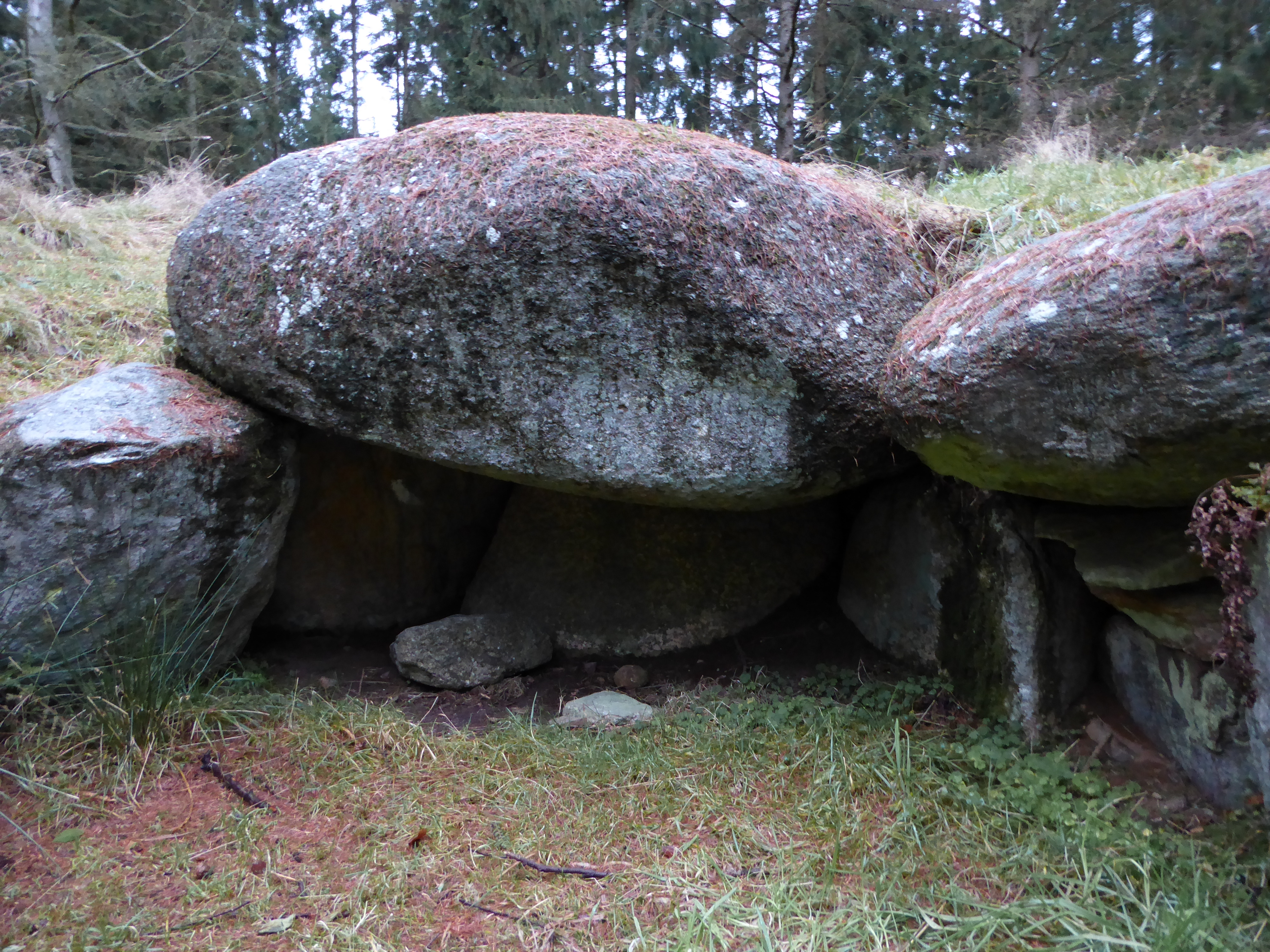
Røverkulen

Bei der Røverkulen (auch Røverstuen – deutsch: „Räubergrube“ oder „Räuberstube“) handelt es sich um ein Ganggrab im Lindet Skov nördlich von Arrild, im südlichen Jütland in Dänemark. Røverkulen liegt am markierten Rundweg am Ostrand des Lindet Skov (dänisch Vandretursfolder nr. 92). 
Die Megalithanlage der Trichterbecherkultur (TBK) entstand zwischen 3500 und 2800 v. Chr. Das Ganggrab ist eine Bauform jungsteinzeitlicher Megalithanlagen, die aus einer Kammer und einem baulich abgesetzten, lateralen Gang besteht. Diese Form ist primär in Dänemark, Deutschland und Skandinavien, sowie vereinzelt in Frankreich und den Niederlanden zu finden. Neolithische Monumente sind Ausdruck der Kultur und Ideologie neolithischer Gesellschaften. Ihre Entstehung und Funktion gelten als Kennzeichen der sozialen Entwicklung.[1]
Die Anlage ist von oben einsehbar und liegt in einem etwa 45,0 m langen und 8,0 m breiten von Randsteinen gefassten Erdhügel, in den ein großer Trichter gegraben wurde. Die Kammer hat eine Größe von 3,5 × 2,8 Metern. Die Tragsteine sind erhalten ein kleinerer Deckstein liegt noch auf. Der große Deckstein auf der Kammer fehlt.
In der Nähe liegt ein Langdolmen von 45 m Länge und drei weitere Dolmen. 
Der Überlieferung nach hat die Røverkulen ihren Namen von einem Räuber namens "Pibemanden" (Pfeifenmann), der hier mit seiner Frau und 12 Söhnen gewohnt haben soll. 
Mit der Idstedter Räuberhöhle existiert in Schleswig-Holstein ein sprachliches Pendant.
In der Nähe liegt der Langdysse im Lindet Skov.